# Riesen-Krempentrichterling
Der Riesen-Krempentrichterling oder Riesen-Trichterling (Aspropaxillus giganteus, Syn.: Leucopaxillus giganteus, Clitocybe gigantea und Astropaxillus giganteus) ist eine nur unter Einschränkungen als essbar einzustufende Pilzart aus der Familie der Ritterlingsverwandten. Als Speisepilze wurden in der Vergangenheit vor allem junge Exemplare verwendet. Krempentrichterlinge können jedoch, insbesondere unabgekocht, bei einigen Personen Übelkeit hervorrufen (Gastrointestinales Syndrom).

## Merkmale

### Makroskopische Merkmale
Der beim ausgewachsenen Pilz trichterförmige Hut hat einen Durchmesser von 25 bis zu 60, selten 70 cm und einen flachen, dünnen Rand. Der Hutrand junger Exemplare ist noch samtig und eingerollt, wird später glatt, dann gefurcht und rissig, bis der Hut schließlich lappig und verbogen wirkt. Der trichterförmige Hut ist erst weiß, dann hellgelb-sahnefarben bis blass lederfarben, leicht hellrot scheinend, im fortgeschrittenen Alter ocker bis rotbräunlich-fleckig. Die Oberseite ist glatt bis schwach schuppig. Druckstellen am Hut werden langsam rotbraun. Die dichten und schmalen Lamellen laufen weit am Stiel herab und sind dicht gedrängt, teilweise gegabelt und sahnefarben. Sie sind leicht vom Hut abtrennbar. Das Sporenpulver ist weiß. Der Stiel ist 5 bis 10 cm kurz und dick, zuerst faserig weißlich, dann lappig gebogen. Das Fleisch ist fädig, zunächst fest, später weiß-faserig und weich. Es riecht sehr schwach, angenehm mehlartig. Der Geschmack ist fast aromatisch.

### Mikroskopische Merkmale
Die farblosen, hyalinen Sporen sind rundlich bis elliptisch geformt, 6 bis 8 µm lang und 3,5 bis 5 µm breit. Sie sind mit Jod färbbar (amyloid).

## Artabgrenzung

### Bleiweißer Firnis-Trichterling
Der Pilz kann mit dem stark giftigen Bleiweißen Firnis-Trichterling (Clitocybe phyllophila) verwechselt werden. Von diesen unterscheidet er sich durch seinen dickeren Stiel. Der Riesen-Krempentrichterling wird auch deutlich größer als der 5 bis 11 cm große Doppelgänger, dessen Hut gewölbt ist.

### Mönchskopf
Daneben kann der Riesen-Krempentrichterling mit dem essbaren Mönchskopf (Clitocybe geotropa) verwechselt werden, der im Gegensatz zum Riesen-Krempentrichterling jedoch einen fühlbaren Hutbuckel besitzt.

## Ökologie

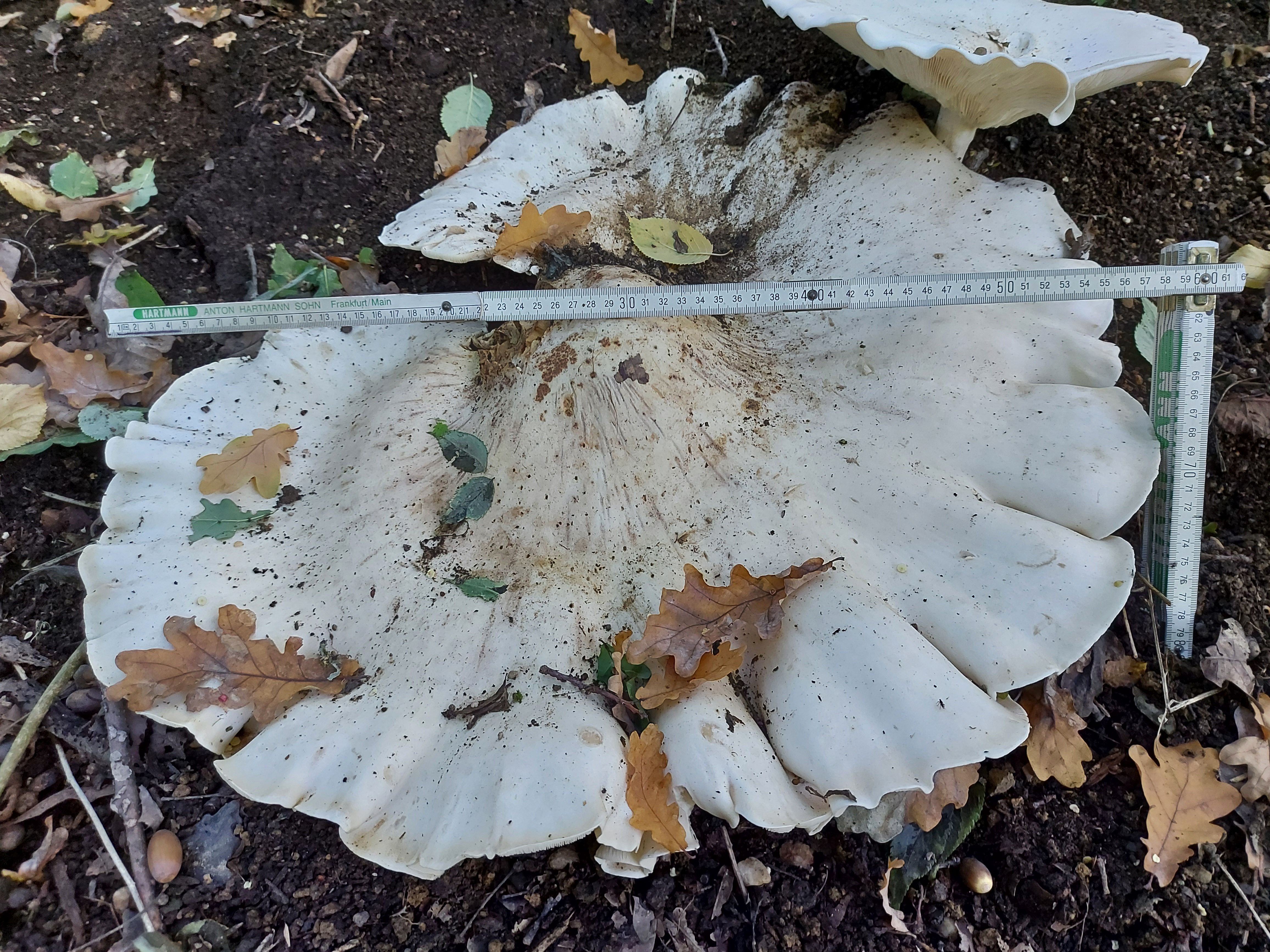
Riesen-Krempentrichterling Leucopaxillus giganteus, Hutbreite 60 cm

Der Riesen-Krempentrichterling wächst saprophytisch auf fruchtbaren Böden mit organischen Rückständen, wie z. B. Weiden oder Waldlichtungen. Er bildet oft Hexenringe von beachtlichem Durchmesser mit sehr großen Fruchtkörpern. Sie stehen häufig auf abgestorbenen, nicht verwesenden Grasflächen, während in der Umgebung eine reiche Flora besteht. Dies ist ein klarer Hinweis auf die Bildung und Abgabe von Pilzgiften. Frühzeitig nachgewiesen wurde die Abgabe keimtötender, antibiotischer Stoffe. Dem Riesen-Krempentrichterling gelingt es dadurch, Konkurrenten zu unterdrücken.

## Inhaltsstoffe
Der Riesen-Krempentrichterling produziert Klitocybin (clitocybine), eine Substanz mit Hemmwirkung auf Bakterien. Später wurde Klitocin (clitocine), ein Pilz-Nucleosid mit Hemmwirkung auf zelluläre Strukturen, beschrieben. Der Nachweis dieses Nucleosids legt in Analogie zu dem vom Nebelgrauen Trichterling produzierten Nucleosids Nebularin aus Vorsorgegründen eine Einstufung auch des Riesenkrempentrichterlings als „nur unter Einschränkungen als Speisepilz geeignet“ nahe, zumal neben dem grundsätzlichen Potenzial auch entsprechende Hinweise auf das Auftreten von Unverträglichkeiten (Gastrointestinales Syndrom) vorliegen.

## Verbreitung
Der Pilz kommt in ganz Europa und Nordamerika vor. Er ist in Deutschland in der Zeit von Juli bis September anzutreffen.

## Bedeutung
Der Riesen-Krempentrichterling gilt als jung essbar. Er ist jedoch nicht für alle Personen verträglich.